# Llista de pel·lícules originals distribuïdes per Disney+
Disney+ és un proveïdor de contingut per Internet estatunidenc, propietat i operat per Disney, que distribuirà diversos continguts originals, inclosos sèries originals, especials, minisèries, documentals, i pel·lícules.
La dama i el rodamón i Noelle seran les primeres pel·lícules a ser distribuïdes per Disney+ quan comence a emetre's el 12 de novembre de 2019.

## Pel·lícules originals

### Drama
| Títol                                | Gènere               | Estrena                | Durada | Idioma | Estudi               |
| ------------------------------------ | -------------------- | ---------------------- | ------ | ------ | -------------------- |
| La dama i el rodamón                 | Pel·lícula romàntica | 12 de novembre de 2019 | N/S    | Anglés | Walt Disney Pictures |
| Togo                                 | Drama                | 2019 desembre          | N/S    | Anglés | Walt Disney Pictures |
| Stargirl                             | Drama romàntic       | 2019–2020              | N/S    | Anglés | Walt Disney Pictures |
| Timmy Failure: Mistakes Were Made    | Fantasia             | 2019–2020              | N/S    | Anglés | Walt Disney Pictures |
| Secret Society of Second Born Royals | Fantasia             | 2020                   | N/S    | Anglés | Walt Disney Pictures |

### Comèdia
| Títol      | Gènere                    | Estrena                | Durada | Idioma | Estudi               |
| ---------- | ------------------------- | ---------------------- | ------ | ------ | -------------------- |
| Noelle     | Fantasia/Aventura/Comèdia | 12 de novembre de 2019 | N/S    | Anglés | Walt Disney Pictures |
| Magic Camp | Comèdia                   | 2019–2020              | N/S    | Anglés | Walt Disney Pictures |

### Animació

#### Un pel·lícula
| Títol                                                    | Gènere                    | Estrena   | Durada | Idioma | Estudi                      |
| -------------------------------------------------------- | ------------------------- | --------- | ------ | ------ | --------------------------- |
| Phineas and Ferb The Movie: Candace Against the Universe | Animació/Aventura/Comèdia | 2019–2020 | N/S    | Anglés | Disney Television Animation |

#### Un curtmetratge
| Title     | Gènere   | Estrena   | Durada | Idioma | Estudi |
| --------- | -------- | --------- | ------ | ------ | ------ |
| Lamp Life | Animació | 2019–2020 | N/S    | Anglés | Pixar  |

### Documentals
| Títol        | Gènere                     | Estrena                | Durada | Idioma | Estudi       |
| ------------ | -------------------------- | ---------------------- | ------ | ------ | ------------ |
| Dolphin Reef | Documental sobre la natura | 12 de novembre de 2019 | N/S    | Anglés | Disneynature |

## En desenvolupament
Els següents projectes han sigut anunciats i estan desenvolupament, però no és clar encara quan seran estrenats.
| Títol                       | Gènere                    | Estrena | Durada | Idioma | Estudi               |
| --------------------------- | ------------------------- | ------- | ------ | ------ | -------------------- |
| 29 Dates                    | Pel·lícula romàntica      | N/S     | N/S    | Anglés | Walt Disney Pictures |
| 3 Men and a Baby remake     | Comèdia                   | N/S     | N/S    | Anglés | Walt Disney Pictures |
| Cheaper by the Dozen reboot | Comèdia                   | N/S     | N/S    | Anglés | 20th Century Fox     |
| Diary of a Wimpy Kid reboot | Comèdia                   | N/S     | N/S    | Anglés | 20th Century Fox     |
| Don Quixote                 | Fantasia/Aventura         | N/S     | N/S    | Anglés | Walt Disney Pictures |
| Father of the Bride reboot  | Comèdia                   | N/S     | N/S    | Anglés | Walt Disney Pictures |
| Flora & Ulysses             | Cinema familiar           | N/S     | N/S    | Anglés | Walt Disney Pictures |
| The Grimm Legacy            | Fantasia                  | N/S     | N/S    | Anglés | Walt Disney Pictures |
| Home Alone reboot           | Comèdia                   | N/S     | N/S    | Anglés | 20th Century Fox     |
| Night at the Museum reboot  | Comèdia-Aventura/Fantasia | N/S     | N/S    | Anglés | 20th Century Fox     |
| The Paper Magician          | Fantasia                  | N/S     | N/S    | Anglés | Walt Disney Pictures |
| The Parent Trap reboot      | Comèdia                   | N/S     | N/S    | Anglés | Walt Disney Pictures |
| Peter Pan                   | Aventura/Fantasia         | N/S     | N/S    | Anglés | Walt Disney Pictures |
| Safety                      | Drama                     | N/S     | N/S    | Anglés | Walt Disney Pictures |
| Sister Act 3                | Comèdia                   | N/S     | N/S    | Anglés | Walt Disney Pictures |
| The Sword in the Stone      | Fantasia                  | N/S     | N/S    | Anglés | Walt Disney Pictures |